# Ašské noviny
Ašské noviny byly nezávislým čtrnáctideníkem, který vydávalo Ašské kulturní středisko (AKS).
Poprvé se Ašské noviny objevily v roce 1990, a byly vydávány až do roku 2000, kdy několik čísel vycházelo paralelně s Listy Ašska. Poté je tento týdeník zcela nahradil.
Na rozdíl od Listů Ašska, se Ašské noviny většinou zaměřovaly jen na dění v Aši.
Ašské noviny měli několik pravidelných rubrik, například "Ptáte se", "Téma", "Kultura", "Anketa" nebo "Sport". Stálá byla také soukromá a firemní inzerce, či informace o zdravotních pohotovostech. Na první straně se většinou objevovala i soutěž o finanční částky. Ašské noviny měly obvykle 12 až 16 stran, a v roce 2000 stály 5 korun českých.

## Redakce
Šéfredaktorkou Ašských novin byla Lenka Lumpeová a redaktorkou Jiřina Kaloušová.
Redakce se nacházela v budově Ašského kulturní střediska (AKS) v Karlově ulici v Aši.
Tisk Ašských novin zajišťovala společnost Skyepress - tiskárna Halla, Cheb.